# ملوین (کنتاکی)
ملوین (به انگلیسی: Melvin) یک منطقهٔ مسکونی در ایالات متحده آمریکا است که در شهرستان فلوید، کنتاکی واقع شده‌است. ملوین ۳۳۰٫۱ متر بالاتر از سطح دریا واقع شده‌است.